# Кирмес, Оскар
Ка́рл О́скар Ки́рмес (фин. Karl Oskar Kirmes; род. 19 декабря 1995, Рейкьявик, Исландия) — финский гимнаст, член сборной Финляндии на летних Олимпийских играх 2016 года.
Родился в 1995 году в Рейкьявике в эстонско-шведской семье: отец эстонец Мати Кирмес выступал за сборную СССР по гимнастике, мать — Лина выступала за сборную Швеции. В 1996 году семья переехала в Швецию, где мальчика в 2000 году отдали в секцию спортивной гимнастики (его младший брат Роберт также занимается гимнастикой и в настоящее время представляет Финляндию в юниорской сборной).
С 2007 по 2013 годы Оскар Кирмес представлял сборную Швеции, а после переезда в 2012 году семьи в Финляндию, с 2013 года представляет сборную Финляндии. Тренером является его отец — Мати Кирмес.
В 2013 году выступал на чемпионате мира в Антверпене, показав 32-й результат.